# Dardurus saltuosus
Espèce
Dardurus saltuosus est une espèce d'araignées aranéomorphes de la famille des Amaurobiidae.

## Distribution
Cette espèce est endémique de Nouvelle-Galles du Sud en Australie. Elle se rencontre dans la forêt d'État de Yabbra.

## Description
La carapace de la femelle holotype mesure 1,36 mm de long sur 0,90 mm et l'abdomen 1,60 mm de long sur 1,00 mm et la carapace du mâle paratype mesure 1,36 mm de long sur 0,92 mm et l'abdomen 1,33 mm de long sur 0,92 mm.

## Publication originale
- Davies, 1976 : Dardurus, a new genus of amaurobiid spider from eastern Australia, with descriptions of six new species. Memoirs of the Queensland Museum, vol. 17, p. 399-411 (texte intégral).